# Octomeria ementosa
Octomeria ementosa là một loài lan đặc hữu của Brasil (Rio de Janeiro, Paraná).

## Hình ảnh

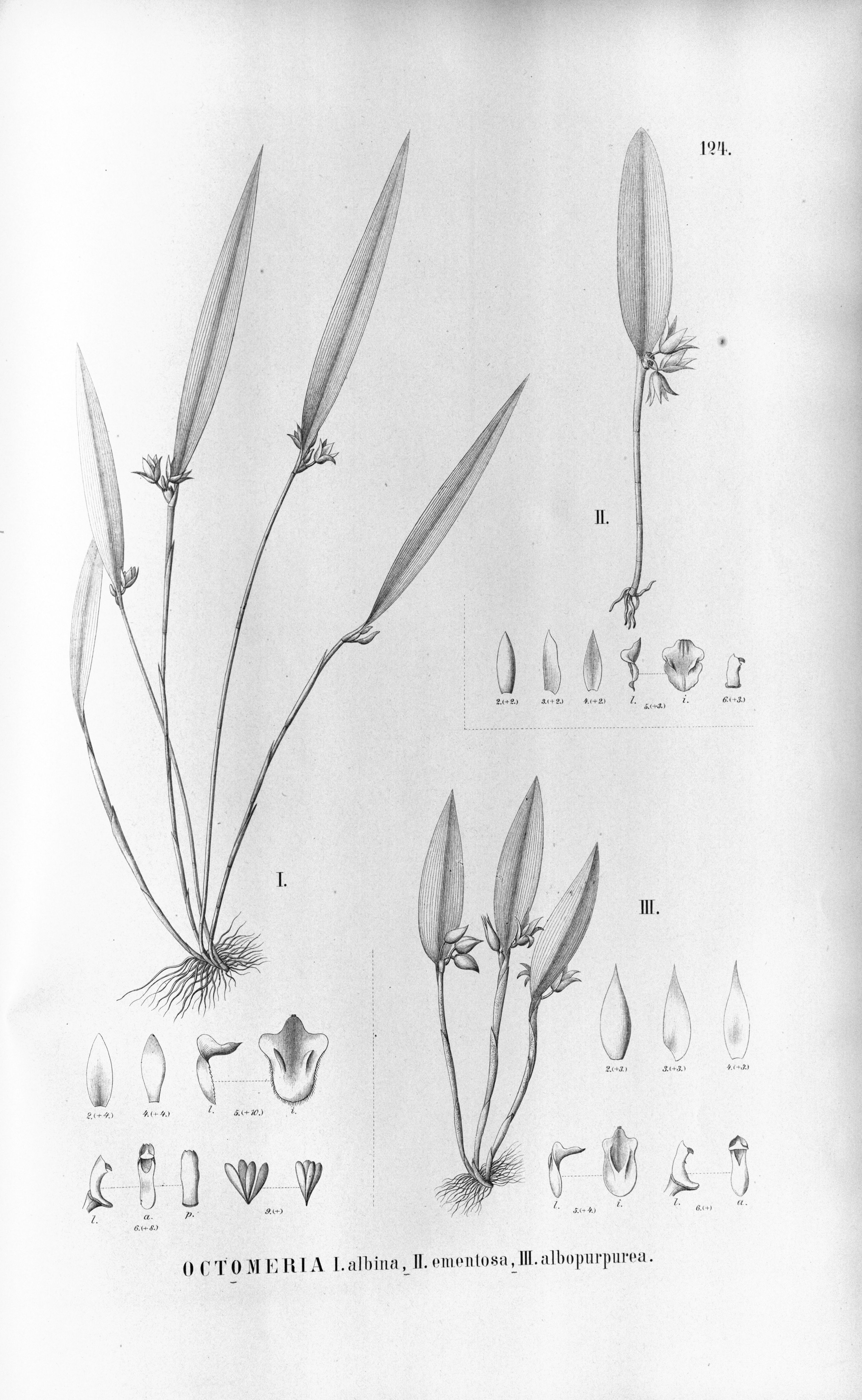